# San Jerónimo, San Luis Potosí
San Jerónimo är en ort i Mexiko.   Den ligger i kommunen Tamasopo och delstaten San Luis Potosí, i den centrala delen av landet, 280 km norr om huvudstaden Mexico City. San Jerónimo ligger 362 meter över havet och antalet invånare är 143.
Terrängen runt San Jerónimo är huvudsakligen kuperad, men västerut är den bergig. Runt San Jerónimo är det ganska glesbefolkat, med 47 invånare per kvadratkilometer. Närmaste större samhälle är Tamasopo, 5,8 km sydväst om San Jerónimo. Trakten runt San Jerónimo består till största delen av jordbruksmark.